# Marie Gignac
Marie Gignac est une actrice québécoise, originaire de la ville de Québec.

## Biographie
Elle est diplômée du Conservatoire d'art dramatique de Québec de l'année 1983.

## Filmographie
- 1995 : Le Confessionnal de Robert Lepage : Françoise Lamontagne
- 1998 : Nô de Robert Lepage : Patricia
- 2001 : La Loi du cochon : Magalie, gérante du bar
- 2003 : Nez rouge d'Érik Canuel : Sylvie (femme de Monsieur Paquette)
- 2004 : Smash (série télévisée) : Ghyslaine, l'ex-femme de Jacques
- 2006 : La Vie secrète des gens heureux : Solange Dufresne
- 2005 : Nos étés (TV) : Anaïs
- 2013 : Gabrielle de Louise Archambault : la mère de Martin

## Nominations
- 1996 : Prix Génie de la meilleure actrice dans un rôle de soutien dans Le Confessionnal
- 2005 : Prix de l'Institut canadien de Québec
- 2007 : Prix Génie de la meilleure actrice dans un rôle de soutien dans La Vie secrète des gens heureux